# Erioptera (Mesocyphona) immaculata fuscivena
Erioptera (Mesocyphona) immaculata fuscivena is een ondersoort van de tweevleugelige Erioptera (Mesocyphona) immaculata uit de familie steltmuggen (Limoniidae). De ondersoort komt voor in het Neotropisch gebied.